# 水上 (大字)
水上，原稱為水堀頭，是臺灣嘉義縣水上鄉的一個傳統地域名稱，也是全鄉行政中心所在地，位於該鄉西側主體部分的中央略偏東南。相較於今日行政區，其範圍大致包括水上村西北半葉的東大半部、粗溪村南部邊界地帶中西段（火車站西北側）、水頭村不含西北端及南端中段、柳林村西北部凸出部分的西部、柳新村西北部及西南部、溪洲村東北端。

## 歷史
台灣日治初期，水上地區為一街庄（舊制街庄），稱為「水堀頭街」，隸屬於嘉義西堡。該街北與粗溪庄為鄰，東與柳仔林庄為鄰，南邊東側一小段隔八掌溪與番仔藔庄為界，南邊其餘部分為外溪洲庄，西邊為十一指厝庄。
1901年（日治明治三十四年）11月11日，全台設置二十廳，該街隸屬於嘉義廳。1904年（明治三十七年）2月15日，該街編入「水堀頭區」，隸屬於嘉義廳。1909年（明治四十二年）10月25日，全台整併二十廳為十二廳，該街仍隸屬於嘉義廳。1910年（明治四十三年）1月18日，各區管轄區域調整，該街仍隸屬於嘉義廳的「水堀頭區」。
1920年（大正九年）10月1日，全台廢十二廳改設五州二廳，該街改制並改名為「水上」大字，隸屬於臺南州嘉義郡水上庄（新制街庄）。
戰後水上庄改制為水上鄉，隸屬於臺南縣，大字亦改制為村。1950年（民國39年）10月，雲、嘉、南分治，水上鄉改隸屬於嘉義縣。

## 聚落
本地區發展較早的聚落有水堀頭、店仔後、吳竹仔腳等，在日治期初期的官方地圖上已有記載。

## 交通
台鐵縱貫線是台灣西部南北向鐵路幹線，以東北—西南走向經過本地區西半葉，並在水上聚落北側設有水上車站。該站屬甲種簡易站，只停靠區間車；由此可前往台鐵沿線各站。
省道台1線又稱「縱貫公路」，是臺北至楓港的傳統平面幹道，經過本地區西半葉，並與鐵路併行且位於其西側。由該道路北行可前往嘉義市、嘉義縣民雄鄉、溪口鄉東端、大林鎮等地，南行可前往臺南市後壁區、新營區、柳營區、六甲區等地。
縣道163號是嘉義至好美里的道路，經過本地區南部。由該道路北行可前往嘉義市西區，並止於縣道159號路口；南行可前往鹿草鄉、義竹鄉、布袋鎮，並止於好美里。
縣道168號又稱「嘉朴公路」，是東石至中庄的道路，經過本地區西部及西南部（部分路段分別與省道台1線、縣道163號共線）。由該道路西行可前往太保市、朴子市、東石鄉，並止於東石市區；東行可前往番仔藔地區的中庄，並止於縣道165號轉角路口。
鄉道嘉40線是後寮至柳仔林的道路。
鄉道嘉41線是水上至南靖的道路。

## 學校
- 水上國小